# Jack McDevitt
Jack McDevitt (Filadelfia, 14 aprile 1935) è uno scrittore di romanzi di fantascienza statunitense.
Le sue storie sono soprattutto incentrate sul contatto con specie aliene e con la xenoarcheologia o archeologia spaziale. Ha vinto il premio Nebula nel 2006 con il romanzo Seeker.

## Biografia
McDevitt è nato a Filadelfia nel 1935. Dopo aver completato nel 1957 i suoi studi con un BA alla La Salle University, si è arruolato nella US Navy dove ha servito dal 1958 al 1962. Successivamente ha insegnato in una high school prima di conseguire un master in letteratura alla Wesleyan University nel 1971. Dal 1975 al 1995 ha lavorato alla dogana degli Stati Uniti.
Si è sposato con Maureen McAdams nel 1967 e hanno tre figli adulti.

### Attività letteraria
Nonostante un interesse per la letteratura già a livello universitario McDevitt ha iniziato l'attività di scrittore professionista molto tardi, all'inizio degli anni ottanta. Nonostante ciò ha incontrato un buon successo di pubblico e di critica con molteplici candidature al premio Nebula e la vittoria del premio John W. Campbell nel 2004.
Dopo diverse storie brevi il suo primo romanzo è The Hercules Text del 1986, vincitore del Premio Philip K. Dick.

## Opere
Solo cinque romanzi ad oggi sono stati tradotti in italiano, tutti su Urania. I codici ISBN fanno riferimento alle edizioni originali.

### Romanzi

#### Romanzi autonomi
- The Hercules Text (1986), tr. it.: Codice Hercules; Urania n. 1668, Mondadori 2019
- Eternity Road (1998)
- Moonfall (1998)
- Infinity Beach (2000) - anche pubblicato col titolo Slow Lightning
- Time Travelers Never Die (2009)
- The Cassandra Project (2012) - scritto in collaborazione con Mike Resnick

#### Serie Academy - Priscilla "Hutch" Hutchins (Serie "Il sonno degli dei")
- StarHawk (2013), (prequel) ISBN 0-425-26085-2

- Il sonno degli dei (The Engines of God, 1995), ISBN 978-0-441-00284-9 ; Urania n. 1340, Mondadori 1998
- Deepsix (2001), ISBN 0-06-105124-1
- Chindi (2002), ISBN 0-441-00938-7
- Omega (2003)
- Odyssey (2006)
- Cauldron (2007), tr. it. : Cauldron, fornace di stelle; Urania n. 1568, Mondadori 2011
- Il lungo tramonto The Long Sunset (2018), ISBN 1-481-49793-6 ; Urania Jumbo n. 51, Mondadori 2024

Le storie brevi "Melville on Iapetus" (1983), "Promises to Keep" (1984), "Oculus" (2002), "The Big Downtown" (2005), "Kaminsky at War" (2006), "Maiden Voyage" (2012), "Waiting at the Altar" (2012), and "The Cat's Pajamas" (2012) sono anch'esse ambientate nell' "Academy universe."

#### Alex Benedict
- A Talent for War (1989)
- Polaris (2004), ISBN 0-441-01202-7
- Seeker (Seeker, 2005) - premio Nebula, tr. it. Urania n. 1546, Mondadori 2006
- The Devil's Eye (2008), ISBN 0-441-01635-9
- Echo (Echo, 2010), tr. it. Urania n. 1593, Mondadori 2013
- Firebird (2011)
- Coming Home (2014), ISBN 0-425-26087-9
- Octavia Gone (2019), ISBN 0-481-49797-8
- Village in the Sky (2023) - in uscita il 31 gennaio 2023

Le storie brevi "In the Tower" (1987) and "A Voice in the Night" (2013) sono anch'esse ambientate nell' "Alex Benedict universe."

#### Serie Ancient Shores
- Ancient Shores (1996)
- Thunderbird (2015)

### Racconti
(elenco parziale)
- The Emerson Effect (1981)
- Criptico (Cryptic, 1983)
- Promises to Keep (1984)
- Tidal Effects (1984)
- In the Tower (1987)
- The Fort Moxie Branch (1988)
- Time's Arrow (1989)
- Whistle (1989)
- Lake Agassiz (1991)
- Ships in the Night (1993)
- Midnight Clear (1993)
- Talk Radio (1993)
- I viaggiatori del tempo non muoiono mai (Time Travelers Never Die, 1996), in Urania Millemondi 17, Mondadori (1998)
- Dead in the Water (1999)
- Good Intentions (1999) (con Stanley Schmidt)
- Oculus (2002)
- Un atto divino (Act of God, 2004), in Urania Millemondi 46, Mondadori (2008)